# Prötzel
Prötzel är en kommun i Landkreis Märkisch-Oderland i förbundslandet Brandenburg i Tyskland.

## Geografi
Orten befinner sig på högplatån Barnim vid sjön Schlosssee i Landkreis Märkisch-Oderland.  Det kuperade landskapet söder om orterna Prötzel och Prädikow tillhör naturreservatet Naturpark Märkische Schweiz, som fått sitt namn från regionen Märkische Schweiz söder om kommunen.

### Administrativ indelning
Prötzel ingår som en del av kommunalförbundet Amt Barnim-Oderbruch, med säte i Wriezen, och kommunen samadministreras till större delen genom amtet.
Prötzel indelas administrativt i sju kommundelar:
- Harnekop
- Prädikow
- Prötzel
- Sternebeck
- Biesow
- Blumenthal
- Stadtstelle

## Sevärdheter

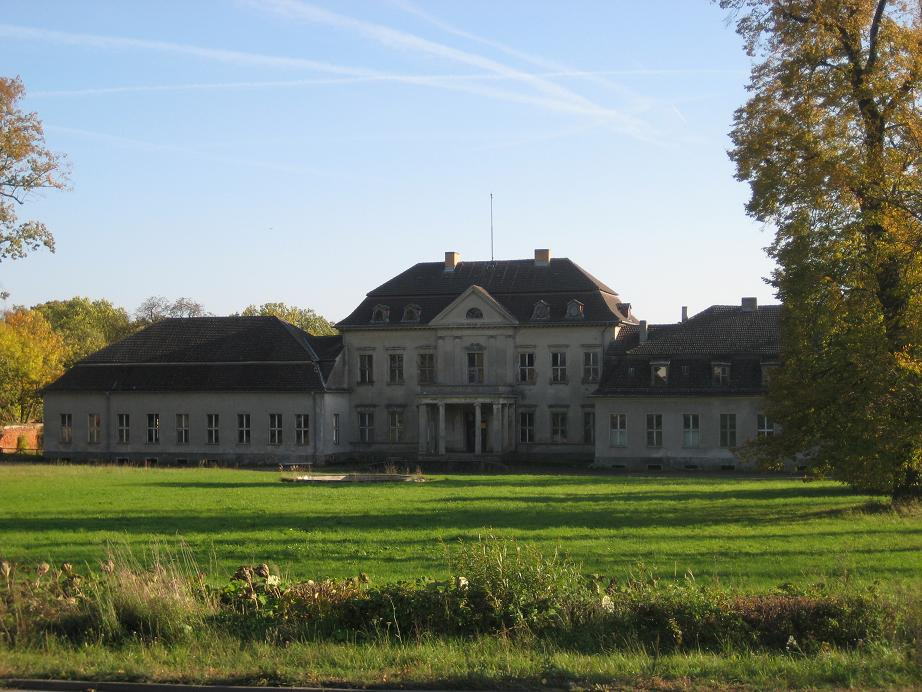
Prötzels slott.

I orten Prötzel finns ett barockslott med tillhörande park och sjö.
I samtliga av kommunens byar och kommundelar finns en medeltida kyrka. Kyrkan i Sternebeck byggdes 1710.  Prädikows bykyrka ligger vid korsningen av två medeltida handelsvägar och är till storleken mer lik en stadskyrka än en medeltida bykyrka.  Kyrkan skadades under andra världskriget och återuppbyggdes under 1950-talet.
I närheten av sjön Gamensee i Prötzel finns ett minnesmärke över Robert Uhrigs grupp av oppositionella, som träffades här innan dess medlemmar mördades 1944 av nazisterna. I Harnekop finns en atomvapensäker bunker som tillhört Östtysklands försvarsministerium, anlagd under 1970-talet.